# Trumer Privatbrauerei

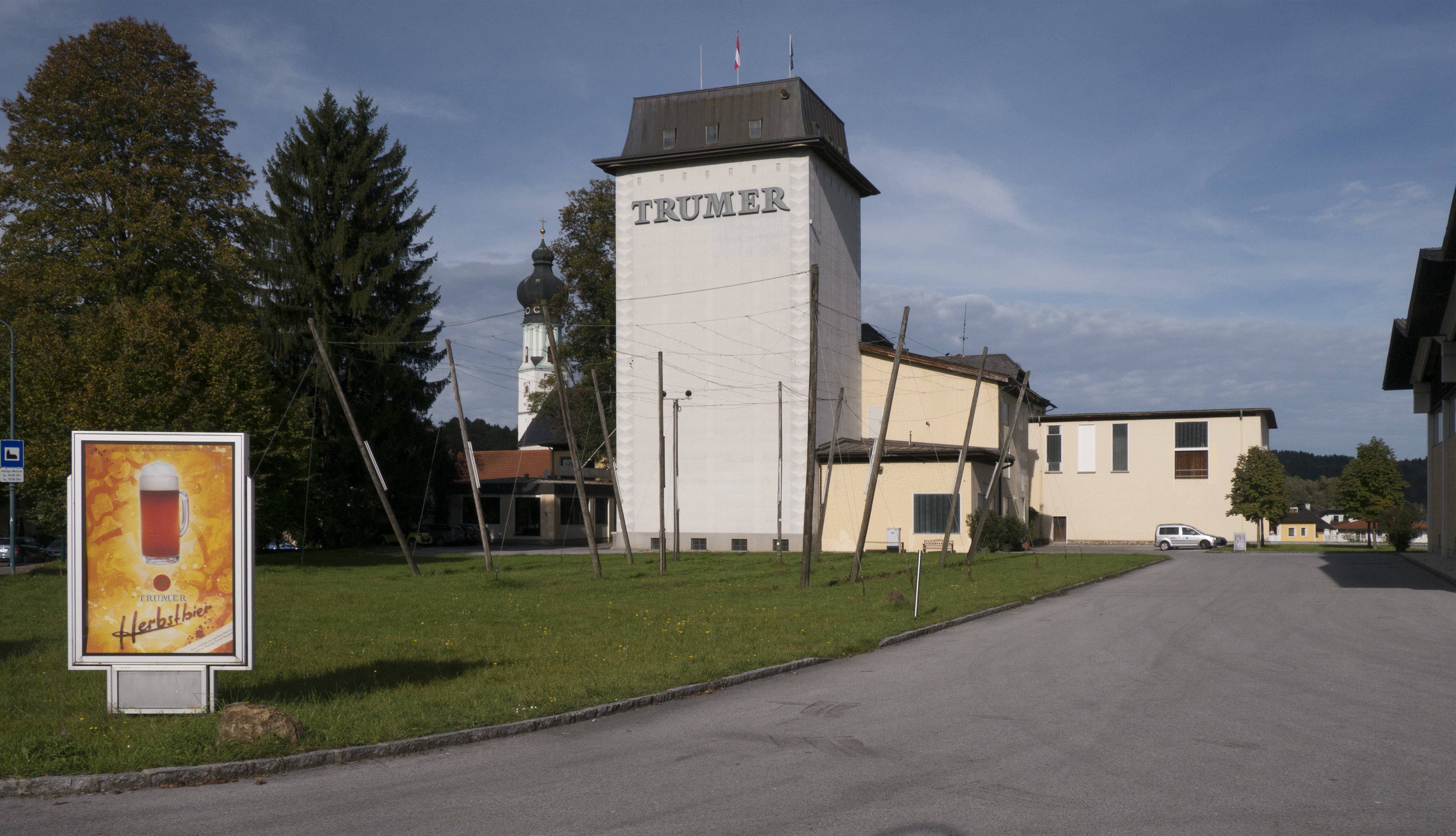
Teilansicht der Brauerei in Obertrum

Die Trumer Privatbrauerei, ehemals Privatbrauerei Josef Sigl, befindet sich in Obertrum am See bei Salzburg und wurde 1601 gegründet. 2006 erfolgte die Umbenennung auf den aktuellen Firmennamen. Die Trumer Privatbrauerei ist ein Familienunternehmen in achter Generation. Seit 1601 wird in Obertrum am See Bier gebraut. Seit 1775 ist die Brauerei im Besitz der Familie Sigl und wird derzeit von Josef C. Sigl in achter Generation geführt.

## Geschichte
Am 22. Dezember 1601 bewilligte Erzbischof Wolf Dietrich von Raitenau die Braugerechtssamkeit in Obertrum. 1775 erwarb Josef Sigl I., Ratsherr und Hopfenhändler aus dem im Passauer Land Markt Perlesreut, die Taverne und „Braxatur“ in Obertrum in einem Versteigerungsverfahren um die Summe von 12.000 Gulden.
Im November 1800 marschierten Napoleons Truppen durch das Land. Durch einen Brand wurden Teile der Brauerei und die gesamte Ernte verwüstet. Josef Sigl I. konnte den Wiederaufbau jedoch bald bewerkstelligen. Josef II. Simon und Josef II. Coelestin, die Nachfolger von Josef Sigl I., erwarben 1848 weitere Liegenschaften in Obertrum. Durch die Grundentlastung des Revolutionsjahres 1848 gingen viele Besitzungen in das Alleineigentum der Familie Sigl über. Josef Sigl IV. wurde ein beachtliches Vermögen vermacht, das er erweitern konnte.
1909 wurde das Familienunternehmen modernisiert. An dem heutigen Standort der Trumer Privatbrauerei wurden das Sudhaus und die Kellergebäude errichtet. Die Brauerei wurde als erstes Gebäude in Obertrum mit Gleichstrom ausgestattet. Der Familienbesitz wurde kontinuierlich erweitert. Nach dem Brand vom 21. Mai 1917 lag Obertrum in Schutt und Asche. 1928 starb Josef Sigl V.
1937 wurde der Betrieb an Josef Sigl VI., der sein Studium an der Fachhochschule Weihenstephan absolvierte, übergeben. Gegen Ende des Zweiten Weltkrieges beschlagnahmte das US-Bataillonskommando den Braugasthof und nutzte diesen als Hauptquartier.
Sigl brachte 1952 erstmals den „Hellen Bock“ auf den Markt. In den folgenden Jahren adaptierte man die Brauerei auf den neuesten technischen Standard. Die Verwaltungsgebäude, das Sudhaus, das Kesselhaus, die Stapelhalle und der Weißbierkeller wurden neu errichtet.
1972 wurde die Produktpalette um das „Weizengold“ erweitert. Die Republik Österreich verlieh ihm das Silberne Ehrenzeichen, die Gemeinde Obertrum ernannte ihn zu ihrem Ehrenbürger und die Hochburg der Branche München ehrte ihn als ersten und bislang einzigen Österreicher mit dem Bayerischen Bierorden im Jahr 1983.
Josef Sigl VII. studierte in Weihenstephan und Wien. Er übernahm 1985 das Familienunternehmen als alleiniger geschäftsführender Komplementär und strukturierte die Brauerei zu einer technologisch hochqualifizierten Produktionsstätte um. Josef VII. entschied sich, den Fokus zukünftig auf die Produktnische Pils zu setzen. Im Jahre 1997 wurde die Marke Weizengold an die Stiegl Brauerei in Salzburg verkauft.
Im Jahr 1992 wurde die Beer-Bop-Collection um die Marke SIGLs kreiert. SIGLs ist Österreichs erstes unkonventionelles Flaschenbier mit Aufreißverschluss. Die Trumer Privatbrauerei entwickelte 1997 die ersten mundgeblasenen Biergläser der Welt. Die „Schlanke Stange“ wurde als schönstes Bierglas der Welt prämiert und im Museum of Modern Art in New York City ausgestellt.
2004 wurde Trumer Pils in Zusammenarbeit mit Carlos Alvares, Eigentümer der Gambrinus Brewery, am US-amerikanischen Markt eingeführt. In Berkeley, Kalifornien, wurde die Trumer Brauerei USA eröffnet. Trumer Pils wird dort seither für den amerikanischen Markt gebraut. Im selben Jahr erhielt Trumer erstmals die Goldmedaille beim European Beer Star in der Kategorie „Pils nach deutscher Brauart“.
2006 wurde der neue Gärkeller, in dem die patentierte offene Gärung stattfindet, eröffnet. Außerdem gewann Trumer den World Beer Cup in der Kategorie „Best German Style Pilsener“ sowie erneut den European Beer Star in der Kategorie „Pils nach deutscher Brauart“.
Im Jahr 2012 unterzog sich die Trumer Privatbrauerei als erste österreichische Brauerei der strengen „Slow-Brewing“ Zertifizierung und erhielt das Slow-Brewing Gütesiegel seitdem Jahr für Jahr.
Im Jahr 2013 übergab Josef Sigl VII. die Brauereileitung an seinen Sohn Josef C. Sigl, der das Familienunternehmen nun in achter Generation leitet. Die am Markt neuartige Leichtpils-Kreation „Trumer Hopfenspiel“ wurde 2014 beim International Craft Beer Award in der Kategorie „Pils experimental style“ ausgezeichnet. Weitere Auszeichnungen in Platin folgten 2016 und 2017.
Im Jahr 2016 wurde in Zusammenarbeit mit den Glasherstellern Spiegelbau und Georg Josef Riedel das „Craft Pilsner Glas“ speziell für die Sorte „Pilsener German Style“ entwickelt. Zudem gewann die Brauerei erneut die Goldmedaille beim World Beer Cup in der Kategorie „German Style Pilsener“.
2021 gründete die Brauerei zusammen mit neun anderen Gründungsmitgliedern den „Verein der Unabhängigen Privatbrauereien Österreichs“.

## Produkte

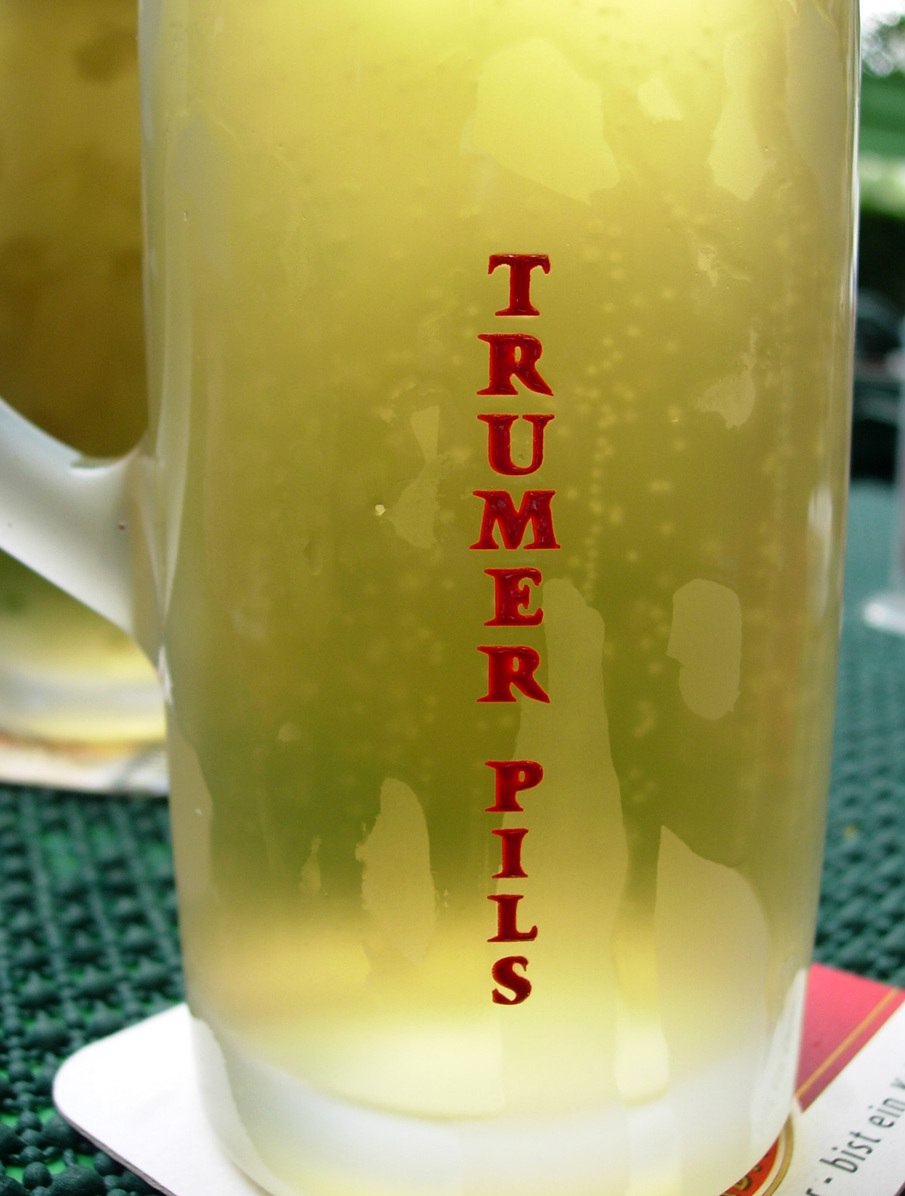
Trumer Pils

| Biertyp               | Alkoholgehalt |
| --------------------- | ------------- |
| Trumer Pils           | 4,9 %         |
| Trumer Imperial Pils  | 7,5 %         |
| Trumer Märzen         | 4,8 %         |
| Sigl’s                | 4,8 %         |
| Sigl’s Zitronenradler | 2,0 %         |
| Trumer Hopfenspiel    | 2,9 %         |
| Hopfenernte           | 6,9 %         |
| Herbstbier (saisonal) | 5,2 %         |
| Obertrumer Original   | 4,8 %         |
| Obertrumer Bio Radler | 2,6 %         |
| Trumer Freispiel      | < 0,5 %       |

## Auszeichnungen
- Bestes Pils der Welt 2016, 2008 und 2006, 2016 Gold beim World Beer Cup (Kategorie „Best German Style Pilsner“)
- Silber beim World Beer Cup (Kategorie „Best German Style Pilsner“) 2010
- Bestes Pils Europas 2012, 2008, 2006 und 2004 Gold beim European Beer Star (Kategorie „Best German Style Pilsner“)
- Bestes Pils Australiens 2019, 2018, 2017,  2010 und 2007 Goldmedaille beim Australien International Beer Award (Kategorie „German Style Pilsner“)
- Trumer Hopfenspiel wird beim International Craft Beer Award in der Kategorie „Pils experimental style“ ausgezeichnet. Weitere Auszeichnungen in Platin folgen 2016 und 2017.
- Meiningers International Beer Award: Gold – TRUMER PILS – 2019 Kategorie: „Pilsner (German Style)“, Silver – OBERTRUMER ORIGINAL – 2019
- Vielfaches Gold der Deutschen Landwirtschafts-Gesellschaft (DLG) – zuletzt 2009
- Die Schlanke Stange wird 1997 zum schönsten Bierglas der Welt prämiert und bekommt einen Ausstellungsplatz im Museum of Modern Art in New York
- Auszeichnungen der Marketingabteilung u. a. der große Landespreis für Marketing, Kommunikation und Design 2000

## Besonderheiten
Im Rahmen der offenen Vergärung werden die bei der Gärung des Bieres entstehenden geschmacksschädlichen Stoffwechselprodukte wie Gerb- und Bitterstoffe aus dem Bier entfernt. Diese Methode ist arbeits- und kostenintensiv und wird nur noch in wenigen Brauereien angewandt. Auf die Pasteurisation der Biere wird verzichtet. Die Trumer Privatbrauerei verwendet ausschließlich Naturhopfen ausgewählter Hopfenbauern.
In der Trumer Welt werden Führungen und Biersommelierekurse angeboten. In Kiesbye's BIERkulturHAUS, der ehemaligen CreativBrauerei, haben die Besucher seit Juli 2000 die Möglichkeit, unter der Anleitung eines ausgebildeten Brauers ihr eigenes Bier zu brauen.
Der Trumer Bierkeller wurde in den Jahren 1813/1814 von Josef Sigl II. errichtet. Der sogenannte Stirneiskeller diente damals als Gär- und Lagerkeller für die Brauerei. Das historische Gewölbe mit seinem unverputzten Steinmauerwerk wurde 1997 renoviert und zu einem Veranstaltungsraum adaptiert.
Am Dorfplatz in Obertrum befindet sich der Trumer Bierbrunnen. Zu feierlichen Anlässen ist es aufgrund von zwei Leitungen im Inneren des Brunnens möglich, statt Wasser Bier zu zapfen.
Im Zuge der Gastronomie-Fachmesse „Alles für den Gast“ wurde im November 2010 in Salzburg die Trumer Beer Machine präsentiert. Bei der Beer Machine handelt es sich um eine Rube Goldberg Maschine. Das als Viral-Spot auf YouTube präsentierte Video hatte innerhalb eines halben Jahres über 250.000 Aufrufe.